# 霍啟剛
霍啟剛，BBS，JP（1979年7月2日—），籍貫廣東番禺，生于香港，霍英東家族之第三代長孫，香港青年聯會前主席，現任霍英東集團副總裁、中糧集團外部董事、香港藝術發展局主席、中華人民共和國全國人民代表大會香港特別行政區代表、天津市政協委員和香港立法會議員。霍亦於2016年里約奧運會任香港奧運代表團團長，以及擔任2022年亞洲運動會中國香港代表團團長。

## 生平
生於香港，曾入讀香港聖保羅男女小学，小学毕业后被送到温切斯特公学读书。其後就讀於英國牛津大學彭布羅克學院，取得經濟及管理學學士，後曾在投資銀行高盛（高盛公司）及所羅門兄弟任分析員。
2002年從英國回到香港，並與朋友成立企業顧問公司Mint。
2018年1月，當選第十三屆全國政協委員。
2020年5月尾，霍啟剛以政商界人士身份，參與文化演藝界支持香港國家安全法的聯署。
2020年7月，霍启刚宣布参選2020年香港立法会选举，但因疫情致選舉取消。
2021年11月2日，霍啟剛參選2021年香港立法会选举，並於同年12月20日擊敗對手成功當選。
2022年11月26日，霍啟剛宣布參加第十四屆港區全國人民代表大會，並於同年12月15日選舉中獲得1248票成功當選。
2023年9月，霍啟剛成为中粮集团外部董事。
2024年1月24日，霍启刚在微博发文称履职天津市政协委员。

## 爭議
2021年12月，有報道指霍啟剛在2021年香港立法會選舉中有四次投票權，相當於普通選民投票值的7377倍。他在體育、演藝、文化及出版界功能界別當選為立法會議員。
2022年1月5日，特首林鄭月娥因應2019冠狀病毒病香港疫情宣布了新的社交聚會限制。一天後，霍啟剛被揭發違法參加洪為民舉辦的大型生日宴會，共有222位賓客出席。當中至少有一名客人的新冠肺炎檢測呈陽性，導致所有客人都被隔離。
2024年1月，霍啟剛以「降低潛在違反國安法的風險」為由，在未諮詢及給予香港戲劇協會機會解釋的情況下停止資助香港戲劇協會主辦的香港舞台劇獎頒獎禮。
2024年2月，在里奥·梅西缺席迈阿密国际足球俱乐部与香港联赛选手队的争议事件中，霍启刚在微博连番发文，譴責主辦方「Tatler Asia」以及邁阿密國際，要求双方道歉和交代。然而事后有报道指霍启刚与其胞弟霍启山牵涉其中，是“弟弟找的主办方、哥哥拍的板”，却因溝通問題签“便宜的非强制梅西上场合约”，甚至合约金额硬生生少了迈阿密国际开价的3,000万港币，导致其未受强制性的违约规定，因此梅西并未上场。

## 社會職務
霍啟剛曾出任多項公職，包括︰
- 第十四屆全國人大代表
- 第十三屆全國政協委員
- 中國香港體育協會暨奧林匹克委員會副會長
- 香港藝術發展局委員
- 亞洲電子競技體育聯合會主席
- 中國香港體操總會會長
- 青年發展委員會委員
- 體育委員會成員
- 扶貧委員會委員

## 個人榮譽
霍啟剛2008年榮獲JCI海港青年商會第二屆青年領袖選舉青年領袖模範獎。
2013年，獲選為首屆世界廣府人十大傑出青年。
2016年，獲香港特區政府委任為太平紳士。
2022年，獲「第十七屆世界傑出華人獎」。

## 個人生活
霍啟剛的感情生活甚受公眾注目，他曾與香港米商呂明才後人、建築師呂元祥女兒呂慶欣約會，2001年分手。
也曾经與南華足球會主席盧潤森之女盧恬兒谈恋爱，2004年二人分手。
後与中国跳水冠军郭晶晶約會。 2005年11月，與郭晶晶在北京崇文區購入的豪宅曝光。 2012年11月8日，兩人註冊結婚，11月10日、11日分別在廣州和香港舉辦婚宴。两人目前育有一男两女。

## 外部連結
- 霍啟剛 Facebook （页面存档备份，存于）
- 霍啟剛 YouTube Channel （页面存档备份，存于）
- 霍啟剛的新浪微博
- 霍啟剛郭晶晶大婚 （页面存档备份，存于）